# Szekszárd műemlékeinek listája
Ez a lista Szekszárd műemlékeit tartalmazza. Szekszárd Tolna vármegye székhelye és legnagyobb városa. 

## A lista
| Műemlék                                                                                                | Cím                                 | Koordináták                                                  | Stílus                                           | Törzsszám | Megjegyzés | Kép              |
| --- | ----------------------------------- | ------------------------------------------------------------ | ------------------------------------------------ | --------- | ---------- | ---------------- |
| Babits Mihály szülőháza (Babits Mihály Emlékház)                                                       | Babits Mihály utca 13.              | é. sz. 46° 21′ 01″, k. h. 18° 41′ 43″46.350394°N 18.695308°E | copf                                             | 4061      |            |                  |
| Római katolikus plébániatemplom (Krisztus Mennybemenetele)                                             | Béla király tér                     | é. sz. 46° 20′ 60″, k. h. 18° 41′ 55″46.349894°N 18.698697°E | barokk                                           | 4064      |            |                  |
| Szentháromság-oszlop                                                                                   | Béla király tér                     | Koordináták?                                                 | barokk                                           | 4065      |            |                  |
| Megyeháza és templomrom (Tolna Vármegyei Levéltár; Liszt Ferenc emlékkiállítás)                        | Béla király tér 1.                  | Koordináták?                                                 | klasszicista                                     | 4063      |            |                  |
| Városháza                                                                                              | Béla király tér 8.                  | Koordináták?                                                 | szecesszió                                       | 4067      |            |                  |
| Római katolikus plébánia                                                                               | Béla király tér 9.                  | Koordináták?                                                 | barokk                                           | 4068      |            |                  |
| Kórházi kápolna (Szent János és Pál-kápolna)                                                           | Béri Balogh Ádám út 2.              | Koordináták?                                                 | barokk                                           | 4069      |            |                  |
| Ferenc Kórház (Balassa János Megyei Közkórház)                                                         | Béri Balogh Ádám út 4.              | Koordináták?                                                 | klasszicista                                     | 4070      |            |                  |
| Présház                                                                                                | Béri Balogh Ádám út 91/a.           | Koordináták?                                                 | népi műemlék                                     | 8936      |            | Nincs (még) kép! |
| Présház                                                                                                | Béri Balogh Ádám út 91/b.           | Koordináták?                                                 | népi műemlék                                     | 8937      |            | Nincs (még) kép! |
| Présház                                                                                                | Béri Balogh Ádám út 91/c.           | Koordináták?                                                 | népi műemlék                                     | 8938      |            | Nincs (még) kép! |
| Présház                                                                                                | Béri Balogh Ádám út 92.             | Koordináták?                                                 | népi műemlék                                     | 8940      |            | Nincs (még) kép! |
| Krehmüller-ház (Városi Önkormányzat Okmányiroda)                                                       | Bezerédj István utca 1.             | Koordináták?                                                 | klasszicista                                     | 4062      |            |                  |
| Tanya                                                                                                  | Csatári utca                        | Koordináták?                                                 | népi műemlék                                     | 4071      |            | Nincs (még) kép! |
| Nedelkovics-tanya (présház és lakóház)                                                                 | Cserfa utca                         | Koordináták?                                                 | klasszicista                                     | 4073      |            | Nincs (még) kép! |
| Fogadó (Őrffy-ház)                                                                                     | Dózsa György utca 9.                | Koordináták?                                                 | klasszicista                                     | 4072      |            | Nincs (még) kép! |
| Iskola (Szent József Katolikus Általános Iskola Katholische Grundschule és Szent Rita Katolikus Óvoda) | Garay tér 9.                        | Koordináták?                                                 | historizáló                                      | 4074      |            |                  |
| Kamarás-ház                                                                                            | Kadarka utca 16.                    | Koordináták?                                                 | barokk                                           | 6644      |            | Nincs (még) kép! |
| Remete-kápolna (Angyalok királynője), kálvária és stációk.                                             | Kápolna tér                         | Koordináták?                                                 | barokk                                           | 4075      |            |                  |
| Tiszttartói ház                                                                                        | Széchenyi utca 23.                  | Koordináták?                                                 | barokk                                           | 10245     |            |                  |
| Táncos Nagyvendéglő                                                                                    | Széchenyi utca 25.                  | Koordináták?                                                 | klasszicista                                     | 10147     |            | Nincs (még) kép! |
| Szegzárd (Garay) Szálló                                                                                | Széchenyi utca 29-31.               | Koordináták?                                                 | szecesszió                                       | 10141     |            |                  |
| Augusz-ház együttese (Liszt Ferenc Zeneiskola)                                                         | Széchenyi utca 36, 38, 41.          | Koordináták?                                                 | romantikus (36.) klasszicista (38.) barokk (40.) | 4077      |            |                  |
| Wosinsky Mór Megyei Múzeum                                                                             | Szent István tér 26.                | Koordináták?                                                 | historizáló                                      | 4076      |            |                  |
| Kőcímer                                                                                                | Szent István tér 26.                | Koordináták?                                                 | barokk                                           | 4066      |            | Nincs (még) kép! |
| Zsinagóga (Művészetek Háza)                                                                            | Szent István tér 28.                | Koordináták?                                                 | historizáló                                      | 9000      |            |                  |
| Bogár-tanya (lakóház és présház)                                                                       | Szőlőhegy utca 52–54.               | Koordináták?                                                 | népi műemlék                                     | 8460      |            |                  |
| Milleniumi Pavilon (Kiállítási Pavilon)                                                                | Gemenci kirándulóközpont, Bárányfok | Koordináták?                                                 | historizáló                                      | 9190      |            |                  |

| Index: | Start - A Á B C D E É F G H I J K L M N O Ö P Q R S T U V W X Y Z |